# Orophotus indianus
Orophotus indianus är en tvåvingeart som beskrevs av Joseph och Parui 1995. Orophotus indianus ingår i släktet Orophotus och familjen rovflugor.
Artens utbredningsområde är Assam (Indien). Inga underarter finns listade i Catalogue of Life.